# Суходільське
Суході́льське — село в Україні, у Долинській міській громаді Кропивницького району Кіровоградської області. Населення становить 525 осіб.

## Населення
Згідно з переписом УРСР 1989 року чисельність наявного населення села становила 585 осіб, з яких 269 чоловіків та 316 жінок.
За переписом населення України 2001 року в селі мешкали 523 особи.

### Мова
Розподіл населення за рідною мовою за даними перепису 2001 року:
| Мова       | Відсоток |
| ---------- | -------- |
| українська | 97,90 %  |
| російська  | 1,33 %   |
| молдовська | 0,76 %   |

## Відомі люди
Уродженцем села є О. М. Олексієнко (1924—1945) — Герой Радянського Союзу.